# 龙胜乡
龙胜乡，是中华人民共和国重庆市梁平区下辖的一个乡镇级行政单位。

## 行政区划
龙胜乡下辖以下地区：
龙胜村、三和村、公平村、双凤村和新口村。